# Briggsia longipes
Briggsia longipes är en tvåhjärtbladig växtart som först beskrevs av Hemsley och Oliver, och fick sitt nu gällande namn av William Grant Craib. Briggsia longipes ingår i släktet Briggsia och familjen Gesneriaceae. Inga underarter finns listade i Catalogue of Life.